# 26665 Sidjena
26665 Sidjena (tên chỉ định: 2000 YF60) là một main-belt minor planet. Nó được phát hiện bởi the Lincoln Near-Earth Asteroid Research project in Socorro, New Mexico, ngày 30 tháng 12 năm 2000. Nó được đặt theo tên Siddhartha Jena, an American high school student whose medical research project won first place ở the 2010 Intel International Science và Engineering Fair. Siddhartha went ngày to win fourth place ở the 2011 Intel International Science và Engineering Fair. He là mộtlso a 2011 Davidson Fellow.